# Драган Шутановац
Драган Шутановац (Београд, 24. јул 1968) српски је политичар и дипломата. Од 2025. обавља функцију амбасадора Србије у САД. Бивши је потпредседник и председник Демократске странке, народни посланик као и бивши министар одбране Србије у два мандата.

## Биографија
Рођен је у Београду где је завршио основну школу и Шесту београдску гимназију. По образовању је дипломирани инжењер машинства.
Посебно се специјализовао у области безбедности. Са успехом је завршио специјалне курсеве у Сједињеним Америчким Државама где је добио диплому за област спровођења закона (Law Enforcement), диплому за област сигурносних питања и надзора (Security Issues and Oversight), као и диплому престижног америчко-немачког Маршал центра за безбедносне студије у Гармиш-Партенкирхену.
Обављао је функцију Министра одбране у Влади Републике Србије 2007—2012. године.
Био је потпредседник Демократске странке. Члан Демократске странке од 1997. године. Био је члан Општинског одбора Звездара, члан Извршног и Главног одбора, као и Председништва ДС. Био је члан Председништва Демократске странке за регион Београд.
Био је менаџер кампање ДС на парламентарним изборима 2003. („Будућност одмах”), председничким изборима 2004. („Само напред”), као и парламентарним изборима 2007. („Зато што живот не може да чека”).
Специјални саветник Савезног министарства унутрашњих послова (2000), помоћник Савезног министра унутрашњих послова (2001). Посланик у Народној скупштини Републике Србије у пет мандата. Од 2002. до 2003. године био је на функцији председника Одбора за одбрану и безбедност Народне скупштине Републике Србије.
На локалним изборима 2000. и 2004. године изабран је за одборника у Скупштини града Београда.
У периоду април−мај 2000. године био је стажиста Европског парламента у Стразбуру и Бриселу.
Министар одбране у Влади Републике Србије 2007—2012. године.
На првим непосредним изборима одржаним 24. септембра 2016. Шутановац је на изборима за председника освојио 60,71 одсто чланова ДС од регистрованих 18.459 бирача.
Током 2020. године искључен је из чланства Демократске странке. Срђан Миливојевић, председник Извршног одбора ДС, изјавио је да Драган Шутановац није искључен из Демократске странке али јесте избрисан из чланства. Шутановац је како Миливојевић тврди учествовао у организацији лажне седнице и лажних избора у ДС што је у супротности са правилником и статутом ДС и повлачи брисање чланства.
У октобру 2023. Нова је објавила текст у коме се наводи да му се нуди место амбасадора у САД. Шутановац изјавио је да му је текст изазвао „подсмех“, и да би чак и кад би му та функција била понуђена, морао озбиљно да поразмисли о томе. Дана 16. јануара 2025. Влада Србије га је предложила за место амбасадора у Сједињеним Америчким Државама.

## Приватни живот
Шутановац је ожењен и отац је два сина.
Говори енглески језик.